# 875
875 (DCCCLXXV) fue un año común comenzado en sábado del calendario juliano, en vigor en aquella fecha.

## Acontecimientos
- Coronación imperial de Carlos el Calvo.
- Fundación de la ciudad española de Badajoz.

## Nacimientos
- 22 de marzo: Guillermo I de Aquitania, duque de Aquitania (f. 918).
- Björn III de Suecia, rey de la dinastía Yngling en Gamla Uppsala, Suecia (f. 950).
- Ragnhild Eriksdatter, princesa de Jutlandia y reina consorte de Noruega (f. 897).

## Fallecimientos
- 12 de agosto: Luis II el Joven, rey de Italia.
- 11 de noviembre: Teutberga, reina consorte de la Francia Media.